# راشدن، هرتفوردشر
راشدن (به انگلیسی: Rushden) یک روستا و محله مدنی در بریتانیا است که در North Hertfordshire واقع شده‌است. راشدن ۲۴۲ نفر جمعیت دارد.